# Митинская (Шапшинское сельское поселение)
Митинская — деревня в Харовском районе Вологодской области на реке Кумжа.
Входит в состав Шапшинского сельского поселения, с точки зрения административно-территориального деления — в Шапшинский сельсовет.
Расстояние по автодороге до районного центра Харовска — 40 км, до центра муниципального образования Шапши — 6 км. Ближайшие населённые пункты — Шемякино, Зуена, Кобылкино, Сопятино, Юртинская, Пожарище.
По переписи 2002 года население — 11 человек.